# Opatov (metrostation)
Opatov is een metrostation in de gelijknamige wijk in het zuiden van de Tsjechische hoofdstad Praag. Het station heeft 2 perrons, net als de andere stations aan lijn C.
Het metrostation van de woonwijk Opatov heeft onder meer een perron voor bussen. Hier stoppen stadsbussen, onder andere naar Zličín. Maar omdat Opatov in het uiterste zuidoosten van Praag ligt doen ook veel streekbussen het metrostation aan, onder andere die naar Jesenice. Als de metro niet rijdt dan rijden er metrobussen van het ene metrostation naar het andere.
Letňany · Prosek · Střížkov · Ládví · Kobylisy · Nádraží Holešovice · Vltavská · Florenc · Hlavní nádraží · Muzeum · I. P. Pavlova · Vyšehrad · Pražského povstání · Pankrác · Budějovická · Kačerov · Roztyly · Chodov · Opatov · Háje